# 성광여자고등학교
성광여자고등학교(聖光女子高等學校)는 대한민국 울산광역시 남구 옥동에 위치한 사립 고등학교이다.

## 학교 연혁
- 1951년 12월 8일 : 학교법인 문인학원 설립 인가
- 1986년 10월 20일 : 성광여자고등학교 8학급 설립인가
- 1987년 3월 2일 : 초대 최두문 교장 취임
- 1987년 10월 2일 : 2개학급 증설인가(학년당 10학급 총 30학급)
- 1987년 12월 23일 : 신교사 준공 및 이전식 거행
- 2003년 8월 13일 : 다목적 교실 준공(4,276.5m2)
- 2011년 3월 2일 : 영어교육모델 창의경영학교 운영
- 2014년 3월 2일 : 선진형교과교실제 운영
- 2015년 10월 15일 : 학교 교문(大望門) 준공식
- 2018년 3월 2일 : 제7대 최은숙 교장 취임
- 2019년 12월 19일 : 학교도서관 동백글샘 이전 개관, 북카페 글빛나루 개관
- 2021년 10월 19일 : 유네스코학교 승인
- 2024년 1월 25일 : 14,330명의 졸업생을 배출함
- 2025년 3월 4일 : 129명의 신입생 입학

## 참고 자료
- 성광여자고등학교 - 한국교육학술정보원 학교알리미